# Saxifraga bulleyana
Saxifraga bulleyana är en stenbräckeväxtart som beskrevs av Adolf Engler och Irmsch.. Saxifraga bulleyana ingår i Bräckesläktet som ingår i familjen stenbräckeväxter. Inga underarter finns listade i Catalogue of Life.